# José Elias Moreira
José Elias Moreira (Poços de Caldas, 20 de julho de 1940 - São Paulo, 15 de março de 2023), filho de Joaquim José Moreira e de Francisca Lopes Moreira, foi um político brasileiro, exercendo mandato como deputado federal, participando da constituinte de 1988, prefeito de Dourados, além de ocupar cargos no governo de Mato Grosso do Sul.

## Vida pessoal
Nascido em Poços de Caldas, José Elias Moreira abrigou-se desde 1958 em Dourados, no então Mato Grosso. Em 1967 formou-se no em agronomia no Rio de Janeiro, pela Escola Nacional de Agronomia. Casou-se com Adenil Carneiro Moreira, com quem tem três filhos.

## Vida política
José Elias Moreira foi delegado regional do partido que sustentou a Ditadura Militar brasileira desde 1964, a Aliança Nacional Renovador (ARENA). Em 1976 alcançou o cargo de prefeito de Dourados, no Mato Grosso. Em 1979, com o fim do bipartidarismo imposto pela própria Ditadura Militar, entrou para o PDS, uma espécie de continuação ou braço da própria ARENA. No ano de 1982 foi escolhido por seu partido para concorrer ao governo do estado do Mato Grosso do Sul (MS), perdendo o pleito para o candidato do então PMDB, Wilson Barbosa Martins. Encerrou o seu mandato no cargo de prefeito de Dourados em 1983. Assumiu, assim, a presidência regional do PDS.
Desfiliou-se do próprio PDS em 1986, ingressando no Partido Trabalhista Brasileiro (PTB) e assumindo o cargo de delegado da Convenção Nacional. Neste mesmo ano, foi eleito deputado federal constituinte por Mato Grosso do Sul.
Nas primordiais discussões no poder Legislativo, apresentou-se contrário ao rompimento diplomático do Brasil com países que detinham políticas descriminatórias no âmbito racial. Também foi contra o aborto e a estatização do sistema financeiro. Mostrou-se na época favorável à limitação do direito de propriedade privada. Além disso, concordou com a proteção dos trabalhadores brasileiro em relação as demissões sem justa causa e concordou com o mandato de cinco anos para o então presidente José Sarney. Após a promulgação, em 1988, da nova carta constitucional, passou a exercer o seu mandato no poder Legislativo. Pleiteou, no ano de 1990, outra vaga no poder legislativo federal, tendo sucesso e conseguindo se reeleger. Neste mandato, passou a ser vice-líder da bancada do PTB na casa.
No ano de 1992, começou a tramitar, no Congresso Nacional, o processo de impeachment do ex-presidente Fernando Collor de Melo, envolvido em um esquema de corrupção com o então tesoureiro do seu partido (PC Farias), José Elias Moreira se mostrou favorável ao processo. Encerrou o seu mandato em Janeiro de 1995, não postulando mais uma reeleição, no ano eleitoral de 1994. Já no ano de 1998, almejou um cargo de deputado estadual por Mato Grosso do Sul, não obtendo votos suficientes para este cargo.

## Morte
Morreu no dia 15 de março de 2023 aos 82 anos em São Paulo, vítima de um câncer.

## Atividades parlamentares
Chefe do então Instituto do Desenvolvimento Agrário
Secretário Geral da Confederação de Municípios
Vice-presidente da comissão da família
Presidente da comissão de Educação
Presidente da comissão de Cultura e Esportes
Presidente da Comissão da Ciência e Tecnologia

## Outras atividades
José Elias Moreira foi também um empresário e fazendeiro. Sendo proprietário de um Canal de comunicação na cidade de Campo Grande, capital de Mato Grosso do Sul. Ajudou a fundar uma entidade responsável por defender os interesses dos grandes proprietários de terra, a União Democrática Ruralista (UDR).